# Monocillium tenuissimum
Monocillium tenuissimum är en svampart som beskrevs av W. Gams. Monocillium tenuissimum ingår i släktet Monocillium och familjen Niessliaceae.   Inga underarter finns listade i Catalogue of Life.